# Anouk Leblanc-Boucher
Anouk Leblanc-Boucher (Prevost, 21 oktober 1984) is een Canadees voormalig shorttrackster.

## Carrière
Leblanc-Boucher studeerde ecologie aan de Université du Québec à Montréal. Ze deed mee aan het shorttrack op de Olympische Winterspelen 2006 waar ze een bronzen medaille won op de 500 meter en een zilveren medaille op de 3000 meter aflossing met haar Canadese landgenotes. Een maand daarna werd ze ook nog eens achtste op het wereldkampioenschap shorttrack 2006 (individueel). Later in 2006 werd ze zwanger en kreeg ze een kind. Later probeerde ze zich te plaatsen voor de Olympische Winterspelen van 2010, maar daarin slaagde Leblanc-Boucher niet.